# Butovskaja (linka metra v Moskvě)

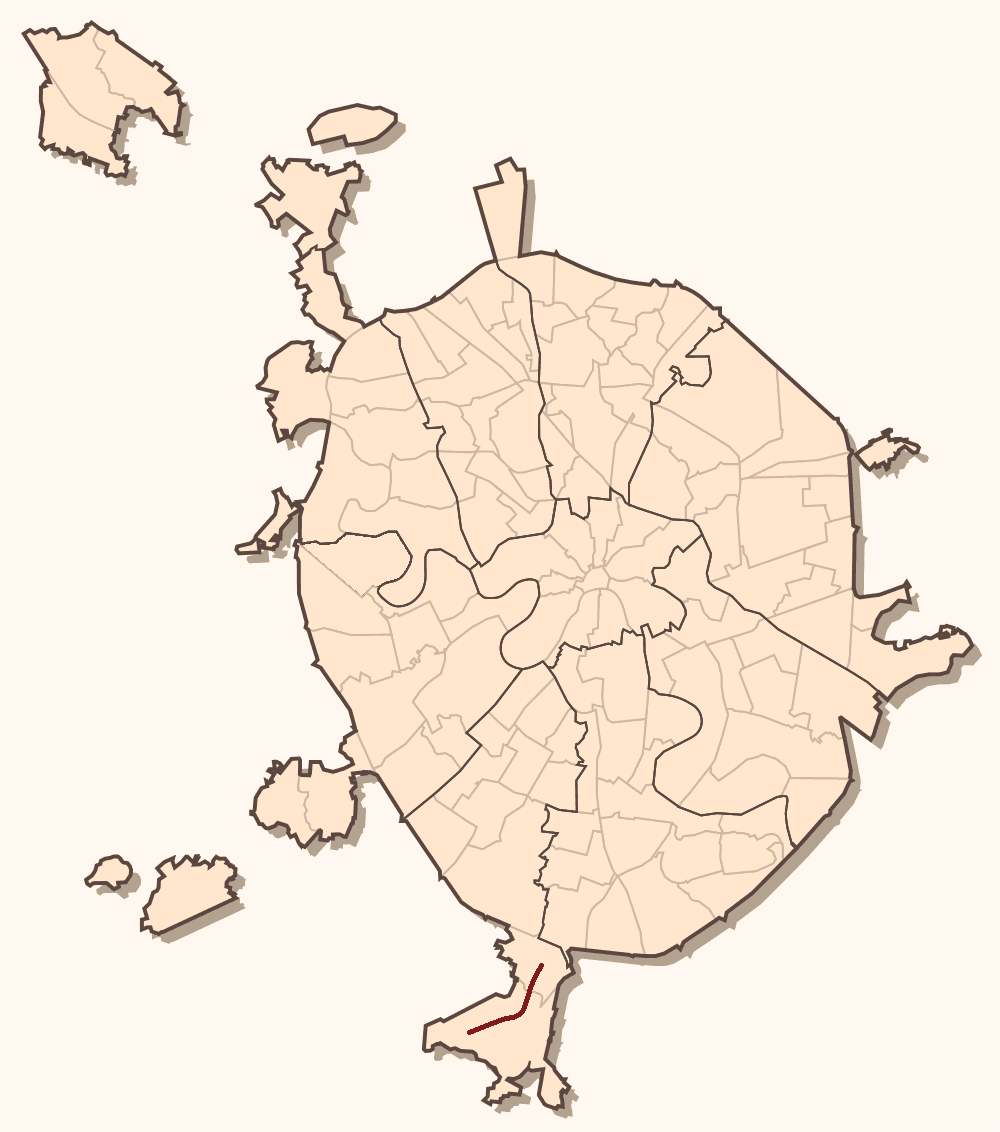
Poloha linky na mapě města

Butovskaja linka (rusky Бутовская Линия) je linka moskevského metra. Označována bývá bílou nebo bledě modrou barvou a číslem 12. Vede obytnou čtvrtí Butovo na jihu Moskvy.

## Charakter linky, vznik a budoucí plány
Butovskaja je linkou tzv. lehkého metra, které bylo postaveno jako experiment. Namísto klasické podzemní dráhy bylo rozhodnuto vybudovat linku na vyvýšené estakádě. Ta je dlouhá celkem 5,6 km, má pět stanic. Technicky tvoří jen jeden úsek, otevřený 27. prosince 2003. Celá trať je speciálně krytá, aby byla snížena hlučnost. V roce 2014 prodloužení severním směrem, kde pak možný přestup na Kalužsko-Rižskou linku. Plánuje se prodloužení trasy a výstavba vlastního depa (v současnosti je používáno pro tuto linku depo u stanice Varšavskaja na lince Serpuchovsko-Timirjazevskaja).

## Stanice

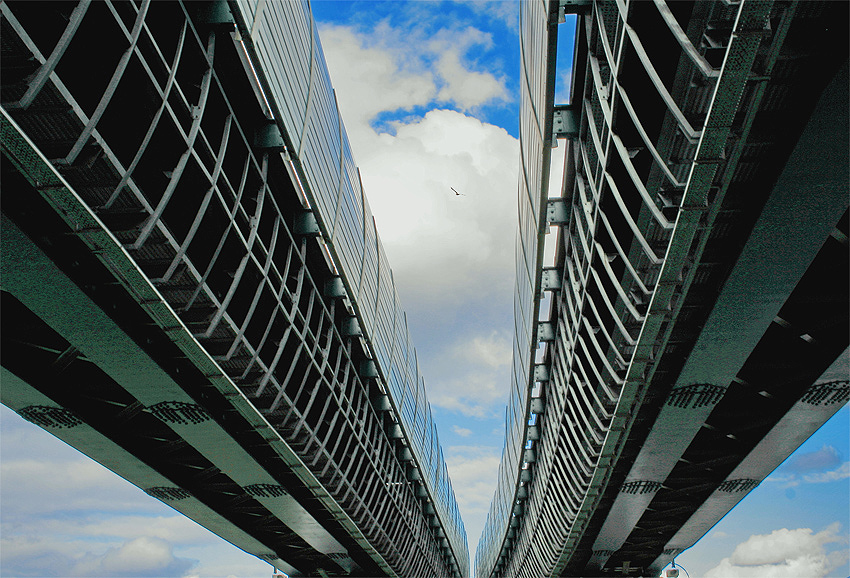
Estakáda Butovskaja

- Bitcevskij park (Битцевский парк) (přestupní stanice)
- Lesoparkovaja (Лесопарковая)
- Ulica Starokačalovskaja (Улица Старокачаловская) (přestupní stanice)
- Ulica Skobělevskaja (Улица Скобелевская)
- Bulvar admirala Ušakova (Бульвар адмирала Ушакова)
- Ulica Gorčakova (Улица Горчакова)
- Buninskaja alleja (Бунинская аллея)